# Amt Kronberg
Das Amt Kronberg (bis 1933 als Amt Cronberg bekannt) war ein Kurmainzer und nassauisches Amt mit Sitz in Kronberg im Taunus.
Mit dem Aussterben des Geschlechtes Cronberg fiel die Herrschaft Cronberg 1704 an Kurmainz. Kurmainz gliederte das neu erworbene Gebiet nicht dem benachbarten Oberamt Königstein ein, sondern bildete ein eigenständiges Amt Kronberg. Es bestand aus Stadt und Burg Kronberg, Oberhöchstadt und Eschborn. Auch nach der Verwaltungsreform von 1782 blieb das Amt Kronberg selbständig.
Zwischen der protestantischen Bevölkerung des Amtes und dem katholischen Kurstaat kam es zu religiösen Konflikten. Siehe hierzu Streitkirche.
Nach dem Ende des Kurstaates fiel das Amt mit dem Reichsdeputationshauptschluss an Nassau-Usingen, das 1806 im Herzogtum Nassau aufging. 1804 wurden Falkenstein, Altenhain, Neuenhain, Schneidhain, Soden und Sulzbach dem Amt Kronberg zugeschlagen.
1810 wurde das Amt aufgelöst und überwiegend dem Amt Oberursel zugeschlagen.

## Organisation
Dem Amt stand ein Amtmann vor. Dieses Amt wurde von einem Mitglied des Kurmainzer Geheimen Rates mitverwaltet. Vor Ort befanden sich der Keller und andere Verwaltungsbeamte wie ein Amtsschreiber, Förster und ein Amtsdiener.

## Personen

### Amtmänner
- Philipp Franz von Knebel von Katzenelnbogen (1790)

### Keller
- Anselm Siegmund Brückner (1790)